# Plectocryptus
Plectocryptus is een geslacht van vliesvleugelige insecten (Hymenoptera) dat behoort tot de familie van de gewone sluipwespen (Ichneumonidae). 
De wetenschappelijke naam van het geslacht is voor het eerst geldig gepubliceerd door Carl Gustaf Thomson in 1873, evenwel zonder opgave van een soortnaam. In 1874 beschreef hij vier Plectocryptus-soorten, waarvan P. digitatus (oorspronkelijk Ichneumon digitatus) als de typesoort van het geslacht is aangeduid.

## Soorten[4]
- Plectocryptus albulatorius (Gravenhorst 1829)
- Plectocryptus alpinus (Kriechbaumer 1893)
- Plectocryptus antennalis Schmiedeknecht, 1905
- Plectocryptus digitatus (Gmelin 1790)
- Plectocryptus effeminatus (Gravenhorst 1829)
- Plectocryptus intaminatus (Cameron, 1897)
- Plectocryptus intermedius Roman, 1913
- Plectocryptus mephisto Schmiedeknecht, 1905
- Plectocryptus miyabei Matsumura, 1911
- Plectocryptus periculosus (Schmiedeknecht 1905)
- Plectocryptus poecilops (Kriechbaumer 1891)
- Plectocryptus schistaceus (Strobl 1901)